# Merdan Gurbanow
Merdan Gurbanow (tiếng Turkmen: Мердан Гурбанов; sinh 30 tháng 8 năm 1991) là một cầu thủ bóng đá Turkmenistan. Tính đến năm 2017, anh thi đấu cho Dnepr Mogilev.

## Sự nghiệp quốc tế
Gurbanow ra mắt cho đội tuyển quốc gia ngày 5 tháng 9 năm 2017 trước Singapore.